# Dibamus celebensis
Dibamus celebensis es una especie de escamosos de la familia Dibamidae.

## Distribución geográfica
Es endémica de la isla de Célebes (Indonesia). Su rango altitudinal oscila entre 1 y 1363 m s. n. m..